# کیرچ‌لی (شاوشات)
کیرچ‌لی (به ترکی استانبولی: Kireçli) یک منطقهٔ مسکونی در ترکیه است که در شاوشات واقع شده‌است. کیرچ‌لی ۳۵۳ نفر جمعیت دارد.